# Quercus rotundifolia
Quercus rotundifolia Lam. – gatunek rośliny z rodziny bukowatych (Fagaceae Dumort.). Występuje naturalnie w Europie Południowej (w Portugalii, Hiszpanii i Francji) oraz Afryce Północnej (w Algierii). 

## Morfologia

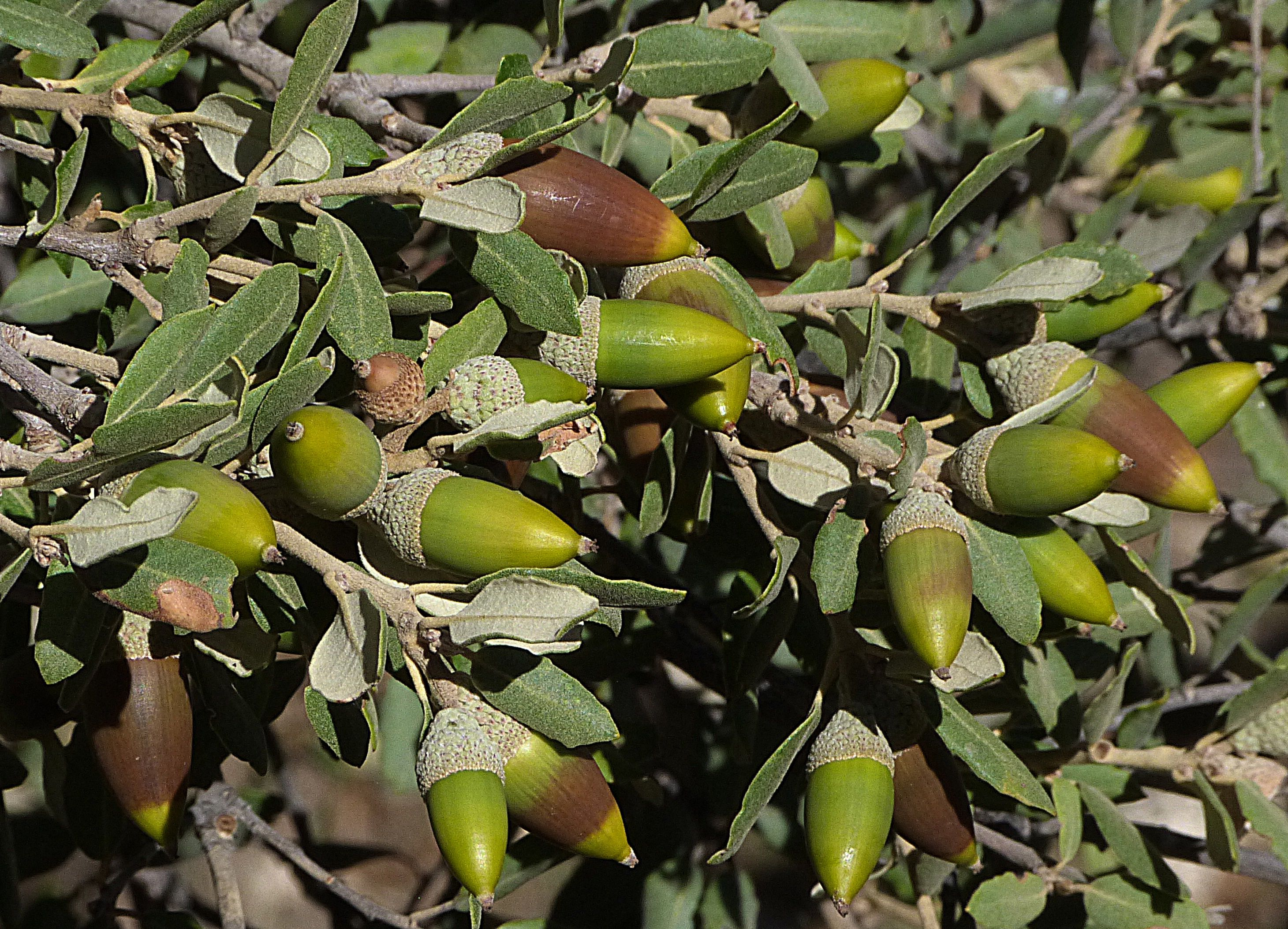
Żołędzie

PokrójZimozielone drzewo dorastające do 10 m wysokości.
LiścieMłode liście są zaokrąglone i ząbkowane na brzegu. Blaszka liściowa starszych liści jest lekko owłosiona na górnej powierzchni i ma szeroko owalny kształt. Mierzy 1,5–4 cm długości, czasami jest owłosiona na brzegu. Mają 5–8 par nerwów. Ogonek liściowy ma 3–12 mm długości.
KwiatySą rozdzielnopłciowe. Okwiat kwiatów męskich jest nagi, mają 5–12 pręcików.
OwoceOrzechy zwane żołędziami o zaokrąglonym lub spiczastym wierzchołku. Są słodkie.
Gatunki podobneRoślina jest podobna do dębu ostrolistnego (Q. ilex), lecz różni się od niego szaroniebieskawą blaszką liściową o kształcie od zaokrąglonego do szeroko owalnego. Ponadto ma większe owoce.

## Biologia i ekologia
Występuje na wysokości do 2200 m n.p.m.